# Gustaw Reicher

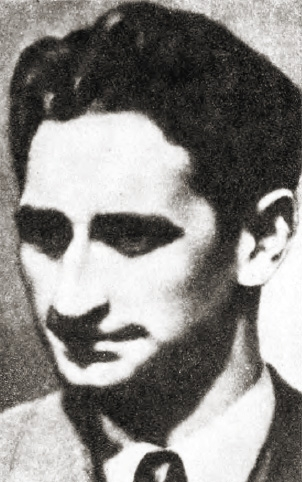
Gustaw Reicher

Gustaw Reicher (Rajcher) pseud. Rwal, Stefan Baum, Józef, Rewel, Gustaw Rupiewicz (ur. 5 lutego lub 1 marca 1900 w Łodzi, zm. 17 września 1938 w Kommunarce) – działacz komunistyczny, jeden z przywódców Komunistycznej Partii Górnego Śląska, członek Biura KC KPZB i KC KPZU, przedstawiciel KPP przy KPH, wykładowca w Międzynarodowej Szkole Leninowskiej.

## Życiorys
Skończył szkołę średnią. W 1916 wstąpił na krótko do Legionów, następnie wstąpił do SDKPiL, 1917–1918 członek zarządu łódzkiej dzielnicy staromiejskiej SDKPiL. W połowie 1918 przedostał się do Rosji sowieckiej i wstąpił do złożonej z Polaków Zachodniej Dywizji Strzelców jako członek sztabu i pracownik do zleceń przy komisarzu dywizji Stanisławie Bobińskim. 9 września 1918 został sekretarzem komisarza. Członek zarządu moskiewskiej grupy SDKPiL, uczestnik III konferencji grup SDKPiL w Rosji 11 listopada 1918. Na początku 1919 przyjechał do kraju i działał w Komitecie Wykonawczym (KW) Zagłębiowskiej Rady Delegatów Robotniczych (RDR) i został członkiem egzekutywy Zagłębiowskiego Komitetu Okręgowego (KO) KPRP. Kierownik dzielnic KPRP Sosnowiec i Klimontów. Latem 1919 podjął działalność w Komitecie Warszawskim KPRP. VIII 1919-IV 1920 więziony w X Pawilonie Cytadeli Warszawskiej, następnie w ramach wymiany więźniów z Rosją sowiecką znalazł się w Moskwie i wstąpił do Biura Polskiego RKP(b). Uczestnik II ogólnorosyjskiej konferencji komunistów-Polaków w maju 1920 w Moskwie. 26 maja 1920 delegowany do Niżnego Nowogrodu w celu organizowania pracy politycznej wśród polskiej ludności.
Latem 1920, podczas ofensywy Armii Czerwonej w czasie wojny polsko-bolszewickiej na Polskę był pełnomocnikiem Tymczasowego Komitetu Rewolucyjnego Polski przy 3 Armii, organizował komitety rewolucyjne na zajętych przez Sowietów terenach polskich. Jesienią 1920 został wysłany na Górny Śląsk, gdzie był jednym z przywódców Komunistycznej Partii Górnego Śląska. 12 grudnia 1920 na zjeździe tej partii w Hajdukach Wielkich został wybrany do jej Komitetu Centralnego (KC). Reprezentant (wraz z Antonem Jadaschem) górnośląskiej organizacji w Radzie Partyjnej KPD. W czerwcu-lipcu 1921 wziął udział w III Kongresie Kominternu w Moskwie. Po powrocie do kraju 30 sierpnia 1921 został aresztowany i do marca 1923 więziony za działalność komunistyczną, potem w wyniku wymiany więźniów ponownie znalazł się w ZSRR.
W kwietniu 1924 był reprezentantem górnośląskiej organizacji KPD na zjeździe KPD we Frankfurcie i na V Kongresie Kominternu w czerwcu-lipcu 1924. Członek Komisji Polskiej Kominternu. Poparł stanowisko Józefa Stalina krytykującego przywódców KPRP Adolfa Warskiego i Marii Koszutskiej. Od jesieni 1924 sekretarz polityczny organizacji KPD w Zagłębiu Ruhry. Od 1925 ponownie działał w KPRP/KPP na Górnym Śląsku. Uczestnik posiedzenia Sekretariatu KC KPP w Warszawie 8 maja 1925, na którym został aresztowany; więziony do początku stycznia 1928. Następnie był w Komitecie Wykonawczym Kominternu w Moskwie instruktorem Wydziału Organizacyjnego.
Równocześnie wykładał w Szkole Wojskowo-Politycznej KPP. Zwolennik frakcji „mniejszości”. Od jesieni 1929 działał w zagranicznym przedstawicielstwie KC KPP i KC KPZB w Berlinie. W październiku 1929 został członkiem Biura KC KPZB, a w sierpniu 1930 był przedstawicielem KPZB na V Zjeździe KPP pod Leningradem, na którym został wybrany na zastępcę członka KC KPP. Następnie został członkiem Centralnej Redakcji Zagranicznej KC KPP w Berlinie i pisywał broszury partyjne oraz artykuły do pisma KPP „Nowy Przegląd”. W październiku 1932 uczestniczył w VI Zjeździe KPP pod Mohylewem na Białorusi, na którym wygłosił referat o strategii i taktyce KPP. Od kwietnia 1933 do stycznia 1934 wykładał w niemieckim sektorze Międzynarodowej Szkoły Leninowskiej w Moskwie. 24 listopada 1933 na II Plenum KC KPP został członkiem KC. I 1934-IV 1937 działał w Bazie KC KPP i Biurze Politycznym KC KPZU w Pradze. Na IV Zjeździe KPZU w Worzelu pod Kijowem został wybrany do jej KC. W lipcu-sierpniu 1935 uczestniczył w VII Kongresie Kominternu. Od kwietnia 1937 działał w Republice Hiszpańskiej jako przedstawiciel KPP przy Komunistycznej Partii Hiszpanii podczas wojny domowej.
W czasie „wielkiej czystki” w grudniu 1937 został wezwany do Moskwy, 4 stycznia 1938 aresztowany przez NKWD. 17 września 1938 został skazany na śmierć przez Wojskowe Kolegium Sądu Najwyższego ZSRR z oskarżenia o szpiegostwo,  stracony tego samego dnia w miejscu egzekucji Kommunarka pod Moskwą, pochowany anonimowo.
Zrehabilitowany 29 kwietnia 1955 postanowieniem Wojskowego Kolegium Sądu Najwyższego ZSRR.
Od grudnia 1924 był żonaty z niemiecką komunistką Erną Harms.
W okresie PRL-u jego imieniem nazwano jedną z ulic w Warszawie.